# بير بياباني (أرزوئية)
بیر بیاباني (بالفارسية: پیربیابانی) هي قرية تقع في إيران في Arzuiyeh Rural District. يقدر عدد سكانها بـ 0 نسمة بحسب إحصاء 2016.